# 濱原車站
35°3′36.66″N 132°35′58.5″E / 35.0601833°N 132.599583°E
濱原車站（日语：／ Hamahara eki */?）曾是屬於西日本旅客鐵道（JR西日本）三江線的鐵路車站，位於島根縣邑智郡美鄉町。此站在1975年之前是三江北線的終點站，併入三江線之後則成為該線的主要車站之一。每晚末班車以此站為終點，列車停留過夜，隔天早上在此站發車。雖為此站為主要車站，但搭乘人數遠不如相鄰的粕淵車站。
三江線活化協議會將此站暱稱命名為「大蛇」，取自島根縣西部與廣島縣西北部流傳的傳統神樂——石見神樂

## 歷史
- 1937年（昭和12年）10月20日 - 三江線石見築瀨車站至濱原車站路段通車，此站開始營運。
- 1955年（昭和30年）3月31日 - 隨著三江南線通車營運，原本的三江線更名為三江北線。
- 1975年（昭和50年）8月31日 - 三江南線的口羽車站與三江北線的濱原車站之間銜接路段完工通車，南北兩線合併為三江線，此站成為三江線的車站。
- 1987年（昭和62年）4月1日 - 隨著國鐵分割民營化，成為西日本旅客鐵道所管轄的車站。
- 1990年（平成2年）3月10日 - 不再派駐站員，售票委由當地日本農業協會（JA）代理，成為簡易委託站。
- 2005年（平成17年）3月29日 - JA不再代為售票，成為無人站。
- 2018年4月1日 - 因三江線全線停駛廢線，隨之停止營運而廢站。

## 車站構造

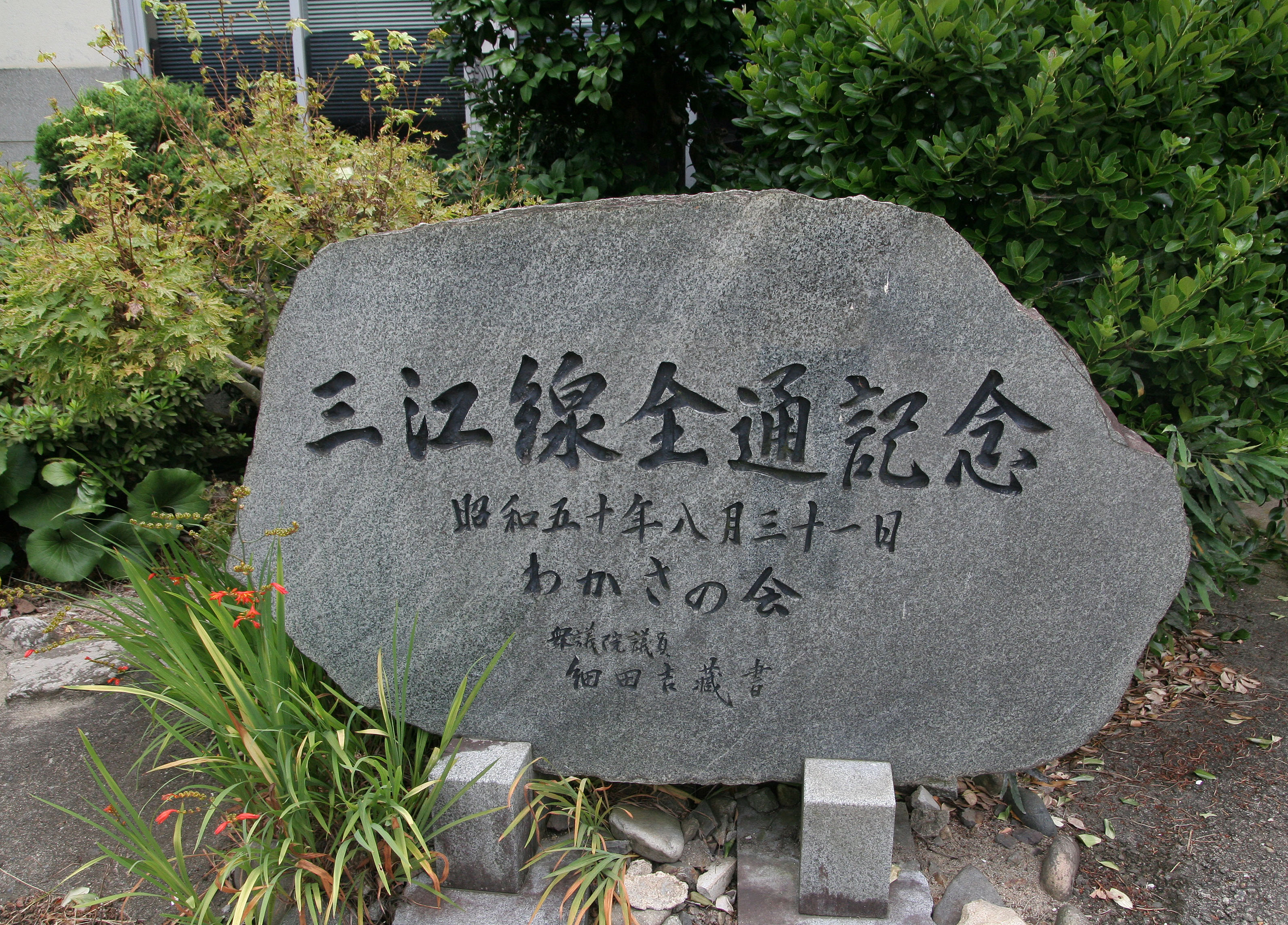
三江線全通紀念碑

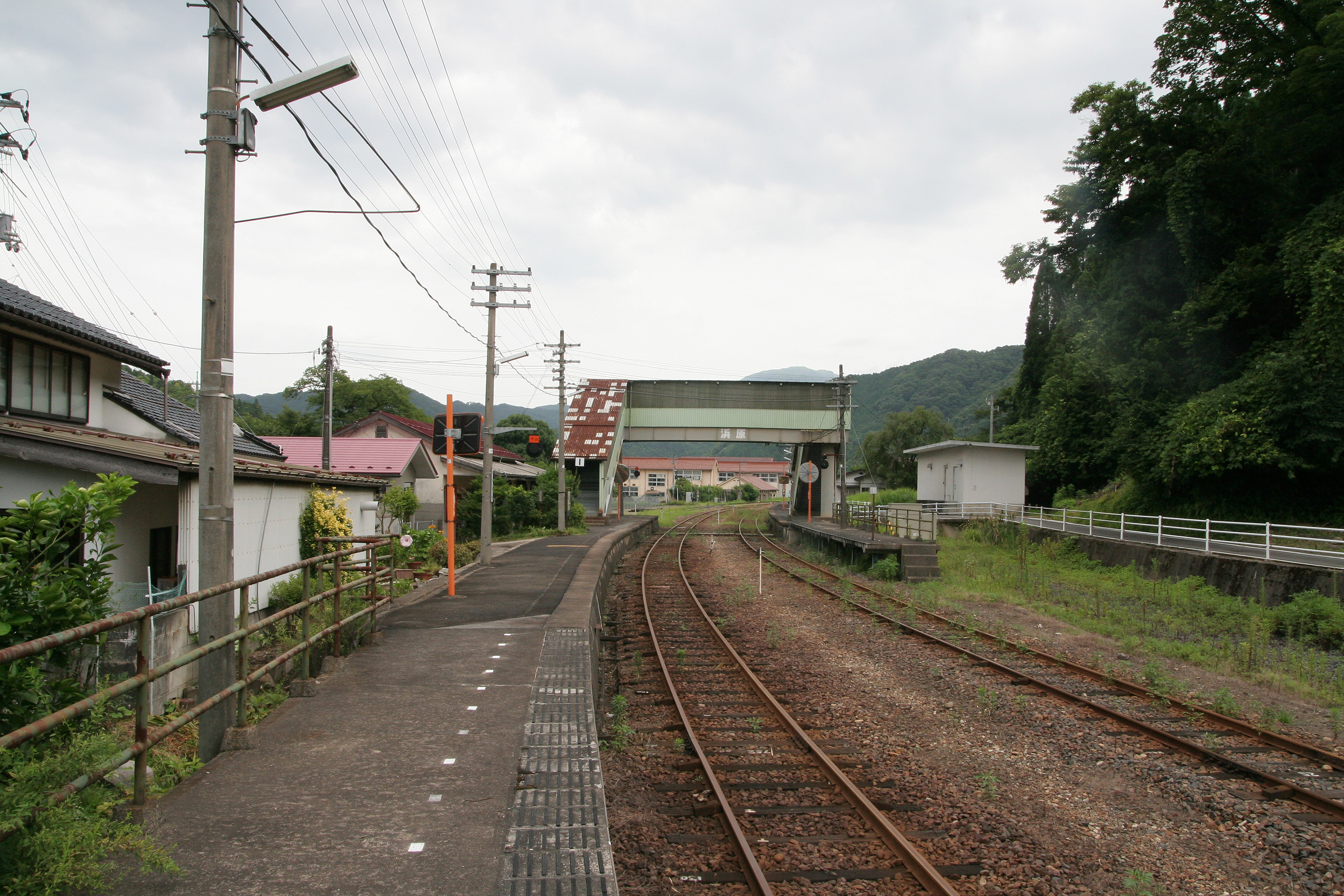
站場（2008年7月27日）

此站有兩股軌道、兩座側式月台，可交會列車。站房位於第1月台，設有跨線天橋連通第2月台。站內沒有設自動售票機等設備，車站入口有眾議員細田吉藏於1975年全線通車時所題字的紀念碑。

### 月台
| 月台 | 路線   | 方向 | 開往               |
| ---- | ------ | ---- | ------------------ |
| 1・2 | 三江線 | 上行 | 石見川本、江津方向 |
| 1・2 | 三江線 | 下行 | 三次方向           |

## 使用狀況
根據島根縣的統計資料與《三江線沿線地域公共交通網形成計劃》所記載之每日平均乘客人數如下：
| 乘車人數推移 | 乘車人數推移 |
| 年度         | 1日平均人數  |
| ------------ | ------------ |
| 1984         | 44           |
| 1994         | 22           |
| 1999         | 15           |
| 2000         | 15           |
| 2001         | 12           |
| 2002         | 13           |
| 2003         | 9            |
| 2004         | 8            |
| 2005         | 11           |
| 2006         | 7            |
| 2007         | 9            |
| 2008         | 8            |
| 2009         | 6            |
| 2010         | 7            |
| 2011         | 5            |
| 2012         | 8            |
| 2013         | 8            |
| 2014         | 8            |
| 2015         | 6            |

## 相鄰車站
西日本旅客鐵道（JR西日本）
 三江線
粕淵－濱原－澤谷

## 外部連結
- （日語）JR西日本（浜原駅） （页面存档备份，存于）
- （日語）ぶらり三江線WEB：浜原 - 三江線改良利用促進期成同盟会・三江線活性化協議会。